# 333
333是332與334之間的自然數。

## 在數學中
- 合數，正因數有1、3、9、37、111和333。
質因數分解為{\displaystyle 3^{2}\times 37}。
- 虧數，真因數和為161，虧度為172。
- 不尋常數，大於平方根的質因數為37。
- 第93個十进制的哈沙德數。前一個為330、下一個為336。
- 十进制的奢侈數。
- 哈沙德數
- 迴文數
- 十一边形数
- {\displaystyle 6\times 333\pm 1}是孿生質數
- {\displaystyle 10\times 333\pm 1}是孿生質數
- 由正六邊形組成的多格骨牌Polyhex（英语：Polyhex (mathematics)）當六邊形數為7時，共有333種排列方式（OEIS數列A000228）
- {\displaystyle 2\times 333^{2}=221778}，是Super-2 Number（页面存档备份，存于）

## 在人類文化中
- 東京鐵塔高333公尺
- 中華民國桃園市龜山區的郵遞區號為333
- 唐納德·喬納森的學生於1975年發現阿法南方古猿的家庭，這個地方稱為「333位點」，因為共發現了333個化石碎片
- 財團法人九二一震災重建基金會有「築巢專案－九二一災區333融資造屋方案」
- 胡佛水壩的混凝土數量為333萬立方米
- 尼米茲號航空母艦長333公尺
- 萬宜水庫西壩面對牛尾海及糧船灣海，長2470呎、高333呎
- 法國高速鐵路北線長333公里
- 上海大眾汽車有限公司眾位於上海西北郊嘉定區安亭國際汽車城，佔地面積333萬平方公尺
- 天山艦上攻擊機的巡航速度為333公里／小時
- 運動333指每週運動至少3次、每次30分鐘、運動時讓每分鐘心跳130下
- 華懋333廣場， 香港深水埗區長沙灣的一幢寫字樓

## 在科學中
- 氯鉑酸的熔點為333K

## 在天文中
- NGC 333 是鯨魚座的一個星系
- 月球的酒海直徑為333公里
- 沃夫 424又稱為LHS 333 A/B

## 在其他領域中
- 西元333年和前333年
- 尖晶石紅的HSV為（333°, 55%, 100%）
- 大西洋中洋脊最北端距離北極333公里
- 豬的妊娠期約為114天，有333記憶法（3個月3周零3天）